# شير درة (أملش الجنوبي)
شیر درة (بالفارسية: شیردره) هي قرية تقع في إيران في غيلان. يقدر عدد سكانها بـ 76 نسمة بحسب إحصاء 2016.